# The Evil Within
The Evil Within, in Japan bekannt als PsychoBreak (jap. サイコブレイク, Saikobureiku), ist ein Survival-Horror-Computerspiel und wurde von dem japanischen Studio Tango Gameworks entwickelt. Veröffentlicht wurde es durch Bethesda Softworks für Microsoft Windows, PlayStation 3, PlayStation 4, Xbox 360 und Xbox One. Das Spiel erschien am 14. Oktober 2014 für alle Plattformen. Die Entwicklung wurde von Shinji Mikami geleitet, der als Erfinder der Resident-Evil-Reihe bekannt wurde. Die Fortsetzung The Evil Within 2 ist am 13. Oktober 2017 erschienen.

## Gameplay
Das Spiel enthält eine Einzelspieler-Kampagne, in welcher der Spieler den Detective Sebastian Castellanos durch die Third-Person-Perspektive steuert. Um zu überleben, muss der Spieler die Spielwelt rennend, schleichend und kämpfend durchwandern.
Die Spielwelt ist dynamisch aufgebaut, so dass sich diese an die Aktionen des Spielers anpasst. Der Spieler muss Spritzen und Medizinpacks finden, um sein Leben wiederherzustellen, wobei Medizinpacks eine vorübergehende Halluzination hervorrufen können. Der Spieler kann grünes Gel sammeln, welches an zahlreichen Stellen im Spiel zu finden ist.
Der Spieler erhält im Laufe des Spiels ein Messer, einen Revolver, eine Magnum, eine Schrotflinte, ein Scharfschützengewehr, Granaten und die sogenannte Qualen-Armbrust, eine Projektilwaffe, welche Munition verschießt, die Gegner einfrieren, blenden, verbrennen, vergiften, elektrisch schocken oder explodieren lassen kann bzw. sie mit Harpunen verletzt. Die Munition für diese Waffen ist dabei sehr rar im Spiel verteilt. Bomben, welche als Fallen im Spiel platziert sind und durch den Spieler ausgelöst werden können, können durch ein Minispiel entschärft werden. Feinde müssen durch einen Kopfschuss, eine Explosion oder durch Anzünden getötet werden, andernfalls können sie wiederauferstehen. Manche Endgegner können jedoch nur durch häufiges Beschießen ausgeschaltet werden. Durch das Werfen von in der Spielwelt verteilten Flaschen können Gegner abgelenkt und verletzt werden.
Der Spieler kann an einigen Stellen im Spiel durch einen Spiegel an einen Rückzugsort gelangen, an dem er seine Fähigkeiten und Waffen mithilfe des grünen Gels verbessern kann. Außerdem können dort mit gefundenen Schlüsseln Schließfächer geöffnet werden, in denen sich Munition für Waffen und weiteres grünes Gel befinden. Dort oder am Ende eines Kapitels kann der Spielstand gespeichert werden.

## Handlung
Bei der Untersuchung eines grausamen Massenmords in der Beacon-Nervenklinik in Krimson City begegnen Detective Sebastian Castellanos, sein Partner Joseph Oda und Junior Detective Juli Kidman einer böswilligen und mächtigen Kraft. Als Sebastian auf Überwachungskameras die regelrechte Abschlachtung von Polizeikollegen mitansehen muss, erscheint der mit Brandnarben übersäte Ruvik in weißem Kapuzenumhang und Sebastian verliert sein Bewusstsein. Als er wieder erwacht, kann er aus der Nervenklinik fliehen; draußen findet er sich jedoch in einer unheimlich-bizarren und surreal wirkenden Version von Krimson City wieder, wo mutierte Menschen, die Ruhelosen, umherwandern. Sebastian begibt sich in einen Kampf um sein Überleben, um das Geheimnis hinter dem unvorstellbaren Grauen herauszufinden.
Durch das Lesen von Sebastians Tagebucheinträgen, Zeitungsartikeln und Vermisstenanzeigen werden immer wieder Hinweise vermittelt. Sebastian erfährt beispielsweise, dass seine Frau etwas auf der Spur war und sie verschwunden und deren Tochter gestorben ist.
Sebastian begegnet dem Arzt Marcelo Jimenez, der auf der Suche nach seinem Patienten Leslie Withers ist. Als Sebastian und Jimenez Leslie finden, begegnen sie Ruvik, der anscheinend die Kontrolle über die Welt hat, in der sie sich befinden; Er kann sich teleportieren und die Umgebung verändern. Ruvik trennt das Detective-Trio immer wieder, indem er Sebastian an verschiedene grauenerregende Orte bringt, die scheinbar den Erinnerungen verschiedener Personen entspringen. Kidman verfolgt Leslie durch das gesamte Spiel und scheint von Ruviks Kontrolle nicht beeinflusst zu werden.
Durch verschiedene Rückblenden erfährt Sebastian von Ruviks Vergangenheit. Ruvik, mit vollem Namen Ruben Victoriano, war ein hochbegabtes, aber psychisch instabiles Kind und hatte eine enge Bindung zu seiner Schwester Laura. Als die beiden in einer Scheune der Familie spielten, zündeten einige Männer die Scheune an, aus Rache an Rubens Eltern, da diese viel Land in der Umgebung gekauft hatten. Laura konnte durch die Rettung ihres Bruders nicht aus der Scheune entkommen und starb, Ruben erlitt schwere Brandverletzungen. Sein Vater versteckte den entstellten Ruben im Keller des Familienanwesens. Zutiefst traumatisiert durch Lauras Tod tötete Ruben schließlich seine Eltern, erbte allen Familienbesitz und „spendete“ weiterhin an die Beacon-Nervenklinik, um im Gegenzug weiterhin an Testpersonen experimentieren zu können.
Ruvik experimentierte so lange weiter an der menschlichen Psyche, bis Jimenez ihm verriet, dass deren ursprüngliches Projekt STEM kurz vor der Vollendung steht – eine Maschine, mit der Gehirne gekoppelt werden können, um auf elektrochemischer Ebene Gefühle, Erinnerungen und Wahrnehmungen miteinander zu teilen. Ruviks Gehirn wurde auf die gleiche Weise wie bei seinen Testpersonen manipuliert, untersucht und getestet. In Ruviks Fall geschieht dies durch eine unbekannte Organisation, für die Jimenez scheinbar arbeitet. Diese Organisation hat viele Einwohner von Krimson City entführt, um das STEM-Gerät zu testen und jeden davon mit Ruviks Bewusstsein zu verknüpfen.
Erst als Dr. Jimenez in Sebastians Anwesenheit versucht mithilfe von Leslie (der vermutlich zuvor bereits aus Ruviks Gedanken entfliehen konnte) zur realen Welt zurückzukehren, wird klar, dass sie sich in Ruviks Gedanken befinden; Ruvik versucht, einen geeigneten Wirt für sein Bewusstsein zu finden, um in die reale Welt zurückzukehren. Eine durch Ruviks Gedanken erschaffene Bestie attackiert sie und tötet Jimenez, um die Flucht zu verhindern. Sebastian entkommt der Bestie, indem er sie tötet und trifft wieder auf Joseph und Kidman. Da das Licht des Leuchtturms der Beacon-Nervenklinik eine starke Anziehung auf sie auswirkt, machen sie sich auf den Weg dorthin. Ruvik hindert sie erneut daran, indem er das Trio wieder trennt. Kidman trifft auf Leslie und ist kurz davor, ihn zu erschießen, als Sebastian wieder zu ihnen stößt und seine Waffe auf Kidman richtet. Sie erwähnt, dass Leslie eine Bedrohung durch Ruvik darstellt und impliziert damit, dass sie mehr über STEM und die chaotische Welt weiß, in der sie sich befinden. Joseph versucht Leslie zu beschützen und wird von einer Kugel getroffen.
Leslie führt Sebastian zurück zur Nervenklinik, in deren Leuchtturm er die Körper von Jimenez, Leslie, Joseph, Kidman, seinem Kollegen Conelly und sich selbst in Wannen liegen sieht. Alle sind mit Ruviks Gehirn verbunden. Kidman stößt zu den beiden und versucht erneut, Leslie zu töten. Als Ruvik daraufhin erscheint, führt er Leslie in seine Arme und absorbiert ihn in sein Gehirn, was die Welt in ein noch größeres Chaos stürzt: Sebastian muss eine gigantische Kreatur bekämpfen, die Ruviks Gedanken entsprungen ist. Anschließend wacht er in der Wanne auf, in der er sich zuvor selbst gesehen hat. Er entkoppelt sich von der STEM-Maschine, reißt Ruviks Gehirn aus der Apparatur und zertritt es. Er erwacht wieder in der Wanne und befindet sich dann scheinbar wieder in der Realität. Kidman ist an seiner Seite und signalisiert ihm, ruhig liegen zu bleiben. Sebastian schließt die Augen. Als er sie wieder öffnet, sind Kidman und Leslie aus ihren Wannen verschwunden. Als die Polizei eintrifft, verlässt Sebastian die Nervenklinik und entdeckt Leslie, der von der Klinik wegläuft. Er verspürt einen kurzen Kopfschmerz, ein Zeichen von Ruviks Einfluss auf Personen, die an das STEM angeschlossen sind, wodurch er Leslie aus den Augen verliert. Das führt zu der Annahme, dass Ruvik durch Leslie in die reale Welt zurückkehren konnte und dort noch immer Einfluss auf die Menschen nehmen kann, die an das STEM angeschlossen waren. Was Sebastians Frau und Tochter widerfahren ist, wird nicht aufgeklärt.

## Entwicklung
Die Entwicklung für The Evil Within begann Ende 2010 unter dem Codenamen Project Zwei. Der Resident-Evil-Entwickler Shinji Mikami ist Regisseur des Spiels; die Spielentwicklung fand in seinem Entwicklungsstudio Tango Gameworks statt. Das Studio wurde 2010 vom Verleger Bethesda Softworks aufgekauft, kurz nachdem die Entwicklung des Spiels begann. Mikami sagte, dass er ein Survival-Horror-Spiel entwickeln wollte, da seiner Meinung nach die meisten dieser Spiele den Fokus mehr auf Action als auf den Überlebenskampf setzen würden.
The Evil Within basiert auf der id-Tech-5-Engine, welche von Tango Gameworks modifiziert wurde. Ab dem 15. April 2014 veröffentlichte Bethesda Softworks eine Reihe von kurzen Videos um das Spiel zu bewerben. Am 19. April 2014 wurde das Spiel unter Bekanntgabe des Titels und der Plattformen, unter welchen es veröffentlicht werden soll, offiziell angekündigt.

## Synchronisation
| Rolle                    | Englischer Sprecher | Deutscher Sprecher |
| ------------------------ | ------------------- | ------------------ |
| Sebastian Castellanos    | Anson Mount         | Sascha Rotermund   |
| Joseph Oda               | Yuri Lowenthal      | Timur Isik         |
| Juli Kidman              | Jennifer Carpenter  | Simona Pahl        |
| Ruvik / Ruben Victoriano | Jackie Earle Haley  | Peter Woy          |
| Ruben Victoriano (Kind)  | Aidan Potter        | Tim Kreuer         |
| Marcelo Jimenez          | Daniel Riordan      | Hans Bayer         |
| Leslie Withers           | Aaron Landon        | Tim Knauer         |
| Valerio Jimenez          | Liam O' Brien       | Achim Buch         |
| Tatiana Gutierrez        | Julie Granata       | Anne Moll          |
| Oscar Connelly           | Kiff VandenHeuvel   | Lennardt Krüger    |
| Myra Castellanos         | Tasia Valenza       | Dagmar Dreke       |
| Der Administrator        | Rob Brownstein      | Mario Hassert      |

## Marketing
The Evil Within wurde am 14. Oktober 2014 für alle Plattformen veröffentlicht. In Japan wurde das Spiel als Psycho Break veröffentlicht. Die japanische Version enthält keine Gore-Szenen, um ein D-Rating zu erhalten, was die Veröffentlichung ab 17 Jahren erlaubt. Diese können jedoch via Downloadable Content wiederhergestellt werden.
Um das Spiel zu bewerben, ließ Warner Bros. Movie World in Queensland in Australien ein Labyrinth bauen, in welchem die Figuren des Spiels, die durch Darsteller verkörpert wurden, die Besucher erschreckten. Dies geschah im Rahmen der jährlichen Fright Nights. The Art of the Evil Within, ein Buch, welches das Konzept und Behind-the-Scenes-Material beinhaltet, wurde von Dark Horse Comics zusammen mit dem Spiel am 14. Oktober 2014 herausgegeben.
Ende April 2015 erschien The Evil Within im Panini Verlag, ein Comic geschrieben von Ian Edgington zusammen mt den Zeichnern Alex Sanchez sowie Ed Anderson. Es ist das offizielle Comic zum Spiel.

## Rezeption
The Evil Within erhielt überwiegend positive Bewertungen. Bei Metacritic erreichte die PlayStation-4-Version eine durchschnittliche Wertung von 75/100 Punkten bei 65 Kritiken, während die PC-Version aus 18 Kritiken nur auf 68 Punkte kam.
GameStar verteilte 85/100 Punkte, gelobt wurden Atmosphäre, Handlung, und Leveldesign, kritisiert wurde jedoch die veraltete Grafik, die schlechte KI der Begleiter, sowie die geringe Waffenauswahl.